# 趙寧 (竹聯幫)
趙寧（生卒年不詳），台灣著名黑幫竹聯幫創始人之一，於1957年間集結中和幫殘餘成員與其他相關的學生幫派重新結盟為「竹林聯盟」，在許多竹聯幫相關的書籍及媒體常被簡短提及。趙寧的真實姓名及背景記錄甚少，在過往的相關文獻上也曾寫作「趙麟」、「趙林」，並容易與三環幫創幫成員「趙琳」混淆為同一人，然而依據諸多書籍創作所撰，現今依舊以「趙寧」為其主要名稱。

## 背景
1955年間孫德培成立校園幫派中和幫，趙寧與周榕等人即為成員之一，在中和幫擔任「老么」。依據中和幫主孫德培出生於1938年，以及中和幫成員多來自高中生與國中生來研判，趙寧可能於1938至1940年間生。
1957年間孫德培於台北市古亭區因在糾紛中殺死了一名古亭幫份子周天送，而被警方逮捕入獄七年，中和幫成員因此形成派系造成分裂。同年間中和幫成員「小潘」潘世明率先出走，於水源路一帶組成「萬字幫」。同樣是中和幫成員「訓吾」沈信吾離開中和幫，於公館泰順街一帶成立學生幫派「三環幫」

## 竹林聯盟

### 創立背景
1957年間以中和幫成員趙寧為首，集結中和幫以及「宇宙幫」、「螢橋幫」等學生幫派成員，例如周榕、周德新、牟敦芾、「怪人」辜慶爾、「活寶」林國棟、「小王」王泉心、劉永吉、「旱鴨子」陳啟禮、「水鴨子」周姓、「山雞」章尊良、「黑鵝」彭澤洪、「紅鵝」修幼齊、「黃鵝」朱姓、「藍鵝」張姓、「小金」周金海、「校長」李長麟、新世樂、新世志、「豆干」陳東生、張恆昌等數十人，於永和鎮中正橋附近的竹林路聚集重組結盟。會議中由趙寧宣佈，因為中和幫幫主孫德培入獄，為了表示尊重幫主以及各派系平等，將不設立幫主職務，並且將中和幫改制為聯盟形式的幫派。因為在竹林路所聚合而取名「竹林聯盟」，往後簡稱為「竹聯幫」，自此成為中和幫正統的延續。

### 命名由來
一般所知竹林聯盟的命名是來自於成員結盟時的聚集場所，在1960年代當時尚為一大片竹子樹林的農產地區竹林路所進行結成聯盟而取名。
除此之外依據媒體報導竹林聯盟的命名是由台灣資深演員「金滔」侯柱國在結盟時提議命名為「台北竹林大聯盟」而來，侯柱國在學生時期曾經為「螢橋幫」成員，與趙寧召集的中和幫一同結盟創立竹林聯盟。

### 創立時間
竹聯幫（即竹林聯盟）長年在大眾媒體創作及報導下，多半撰寫在1956年間為竹聯幫創立的年份，但在近代相關文件曝光以及相關成員出面受訪，說明竹聯幫正確的創立年份應在1957年間。依據當代新聞報導，使得中和幫解散並催生竹聯幫誕生的「周天送血案」是發生在1957年9月11日，因此與早年媒體撰寫竹聯幫是創立於1956年的年份明顯不符。另外同樣依據近代媒體採訪揭露臺灣警備總部的相關紀錄文件，竹聯幫於1957年（民國46年）中和幫解散後才開始成立，以上相關事證明確說明1957年之後竹聯幫才成立。